# Свети Атанасий (Габрово)
Вижте пояснителната страница за други значения на Свети Атанасий.
„Свети Атанасий Велики“ (на македонска литературна норма: „Свети Атанасиј Велики“) е възрожденска православна църква в гевгелийското село Габрово, югоизточната част на Северна Македония. Част е от Повардарската епархия на Македонската православна църква.

## Описание
Според надписа на един каменен блок над кръста на западната фасада, под стрехите, църквата е издигната в 1851 година и е дело на Андон Китанов. Църквата е трикорабна, с боядисани дървени тавани. Централният кораб е по-висок от двата странични кораба. Покривната конструкция е двускатна, подпряна на два реда колони от по три стълба, които отделят централния кораб от страничните кораби. На източния зид има голяма полукръгла олтарна апсида, а на южната и западната страна има отворен трем. Църквата е изписана няколко години след изграждането ѝ от Димитър Папрадишки. Иконостасните икони са от 1860 година, дело на крушевския майстор Николай Михайлов. Има и икони, рисувани от 1863 до 1878 година.